# Selbachsberg
Der Selbachsberg ist eine ca. 318 m ü. NHN hohe Kuppe im Höhenzug Nutscheid im Bergischen Land. 

## Lage
Der Selbachsberg liegt abgelegen im Waldgebiet des Nutscheid nahe der Grenze zwischen den Kommunen Ruppichteroth, Waldbröl und Windeck. Er gehört zum Naturpark Bergisches Land und zum Staatsforst Waldbröl. Mit einer Schartenhöhe von etwa fünf Metern gegenüber dem nach Norden zum Hauptkamm des Nutscheid ansteigenden Bergrückens stellt der Selbachsberg nur eine geringfügig ausgeprägte Erhebung dar. 
Nachbarerhebungen sind der Goldberg und das Hohe Wäldchen im Nordwesten bzw. Nordosten.

## Wasserscheide
Der Selbachberg teilt den Reutersiefen vom Selbachsiefen, die beide bei Wilberhofen in die Sieg einmünden. 